# 全日本国立医療労働組合
全日本国立医療労働組合（ぜんにほんこくりついりょうろうどうくみあい、英語：Japan National Hospital Workers' Union）は、国立病院機構（中期目標管理法人）、国立高度専門医療研究センター（国立研究開発法人）、国立ハンセン病療養所（施設等機関）などの職員で組織される労働組合である。略称は全医労（ぜんいろう、JNHWU/ZEN-IRO）。
組合員は、看護師・助産師をはじめ、医師、薬剤師、栄養士、診療放射線技師、臨床検査技師、臨床工学技士、理学療法士、作業療法士、視能訓練士、言語聴覚士、心理療法士、義肢装具士、歯科衛生士、歯科技工士、医療社会事業専門員、診療情報管理士、児童指導員、保育士、療養介助職、看護助手、技能職（ボイラー技士、電気士、調理師など）、事務職など広範な職種に渡っている。また非常勤職員のほか、外部委託業者職員も組織している。
上部組織では、日本国家公務員労働組合連合会（国公労連）、日本医療労働組合連合会（日本医労連）に加盟している。
- 委員長：前園むつみ
- 組合員数：約20,000人